# Nomada pulchra
Nomada pulchra là một loài Hymenoptera trong họ Apidae. Loài này được Arnold mô tả khoa học năm 1888.